# 群馬県道224号小根山森林公園線
群馬県道224号小根山森林公園線（ぐんまけんどう224ごう おねやましんりんこうえんせん）は、群馬県安中市松井田町横川の小根山森林公園から群馬県道92号松井田軽井沢線交点に至る一般県道である。

## 概要
完全1車線の狭い道が続く。

### 路線データ
- 起点:安中市松井田町横川（小根山森林公園）
- 終点:安中市松井田町横川（群馬県道92号松井田軽井沢線）